# Конкордансер
Конкорда́нсер (від англ. concordancer) — це комп'ютерна програма для автоматичного створення конкордансу, списку знайдених прикладів вживання будь-якого слова у мінімальному контексті . Ця спеціальна програма використовується для обробки інформації у корпусі. Конкордансери здійснюють пошук у тексті за принципом, подібним до того, як пошукова система шукає інформацію у Мережі; і формує конкорданс, тобто перелік усіх контекстів, у яких будь-яке слово або словосполучення зустрічається у досліджуваному тексті.
Вихід конкордансера може служити входом до системи пам'яті перекладу для автоматизованого перекладу або як перший крок до машинного перекладу. Конкордансери також використовуються в корпусній лінгвістиці для сортування інформації в алфавітному порядку або іншим чином відсортованих списків лінгвістичних даних з відповідного корпусу, який потім аналізує мовознавець. Було опубліковано ряд конкордансерів, зокрема Оксфордську програму конкордансів, що вперше була випущена у 1981 році Оксфордським університетом, використовується у понад 200 організаціях по всьому світу.

## Приклади конкордансів
TextSTAT — Simples Text Analyse Tool — конкордансер, що працює з корпусами на різних мовах, з використанням спеціальної мови запитів (мови регулярних виразів).